# Liste der Kulturdenkmäler in Fränkisch-Crumbach
Die folgende Liste enthält die in der Denkmaltopographie ausgewiesenen Kulturdenkmäler auf dem Gebiet  der Gemeinde Fränkisch-Crumbach, Odenwaldkreis, Hessen.
Hinweis: Die Reihenfolge der Denkmäler in dieser Liste orientiert sich zunächst an Ortsteilen und anschließend der Anschrift, alternativ ist sie auch nach der Bezeichnung, der vom Landesamt für Denkmalpflege vergebenen Nummer oder der Bauzeit sortierbar.
Kulturdenkmäler werden fortlaufend im Denkmalverzeichnis des Landes Hessen durch das Landesamt für Denkmalpflege Hessen auf Basis des Hessischen Denkmalschutzgesetzes (HDSchG) geführt. Die Schutzwürdigkeit eines Kulturdenkmals hängt nicht von der Eintragung in das Denkmalverzeichnis des Landes Hessen oder der Veröffentlichung in der Denkmaltopographie ab.

Das Vorhandensein oder Fehlen eines Objekts in dieser Liste ist keine rechtsverbindliche Auskunft darüber, ob es Kulturdenkmal ist oder nicht: Diese Liste entspricht möglicherweise nicht dem aktuellen Stand der offiziellen Denkmaltopographie. Diese ist für Hessen in den entsprechenden Bänden der Denkmaltopographie Bundesrepublik Deutschland und im Internet unter DenkXweb – Kulturdenkmäler in Hessen einsehbar. Auch diese Quellen sind, obwohl sie durch das Landesamt für Denkmalpflege Hessen aktualisiert werden, nicht immer aktuell, da es im Denkmalbestand immer wieder Änderungen gibt.
Eine verbindliche Auskunft erteilt allein das Landesamt für Denkmalpflege Hessen.
Nutze diese Kartenansicht, um Koordinaten in der Liste zu setzen. In dieser Kartenansicht sind Kulturdenkmale ohne Koordinaten mit einem roten bzw. orangen Marker dargestellt und können in der Karte gesetzt werden. Kulturdenkmale ohne Bild sind mit einem blauen bzw. roten Marker gekennzeichnet, Kulturdenkmale mit Bild mit einem grünen bzw. orangen Marker.
| Bild                                | Bezeichnung                                | Lage | Beschreibung | Bauzeit                                      | Objekt-Nr. |
| ----------------------------------- | ------------------------------------------ | --- | --- | -------------------------------------------- | ---------- |
| Bild gesucht BW                     | Gesamtanlage Fränkisch-Crumbach            | Bahnhofstraße/Darmstädter Straße Lage                                                                                           | Die evangelische Pfarrkirche, das heutige Heimatmuseum und das Herrenhaus der Familie von Gemmingen mit dem dazugehörigen Wirtschaftshof und Park bilden einen künstlerisch wertvollen Denkmalbezirk in der Ortsmitte. |                                              | 11102 DDB  |
| Heimatmuseum                        | Ehemalige Kellerei, jetzt Heimatmuseum     | Bahnhofstraße 2 LageFlur: 31, Flurstück: 85/5                                                                                   | Ehemaliges Rentamt und Kellerei. Ein schlichter, zweistöckiger mit Steinimitationen verputzter Fachwerkbau, massivem Kellersockel und Walmdach. Schloss, Kellerei und Kirche bilden eine ortsbildprägende Gebäudegruppe. | spätes 17. Jhd.                              | 11103 DDB  |
| weitere Bilder                      | Evangelische Pfarrkirche                   | Bahnhofstraße 4 LageFlur: 31, Flurstück: 84                                                                                     | Spätgotischer Kirchenbau mit romanischem Vorgängerbau. Bestehend aus einem rechteckigen Westturm mit achtseitigem Spitzhelm, rechteckigem Langhaussaal und einem 5/8-Chor mit Sternengewölbe. Von besonderer Bedeutung sind die erhaltenen Grabmäler aus dem 15. bis 19. Jahrhundert, besonders derer von Rodenstein. Schloss, Kellerei und Kirche bilden eine ortsbildprägende Gebäudegruppe. | 1485/87 mit Vorgängerbau                     | 11104 DDB  |
| Herrenhaus der Herren von Gemmingen | Schloß der Herren von Gemmingen            | Darmstädter Straße 1, 3, 5, 5a, Bahnhofstraße 14 LageFlur: 31, Flurstück: 85/13                                                 | Vermutlich stand an dieser Stelle bereits der Sitz der Herren von Crumbach. 1575 wird dann von Johann von Rodenstein ein festes Haus als Adelssitz im Ort errichtet, das im Dreißigjährigen Krieg zerstört wird und 1645 im Kern durch das heutige Haus ersetzt wurde. Seit 1693 ist es im Besitz der Familie von Gemmingen. Ein siebenachsiger Bau mit massivem Untergeschoss, in Steinoptik verputztem Fachwerkobergeschoss, verschandelten Giebeln und Satteldach mit Krüppelwalmschopf. Zu dem Gebäude gehört ein Wirtschaftshof im Norden und ein großer Park im Osten. Schloss, Kellerei und Kirche bilden eine ortsbildprägende Gebäudegruppe. | 1645                                         | 11105 DDB  |
| Darmstädter Straße 11               |                                            | Darmstädter Straße 11 LageFlur: 31, Flurstück: 86                                                                               | | 1739                                         | 11106 DDB  |
| weitere Bilder                      | Brunnen                                    | Dornmühlgut LageFlur: 14, Flurstück: 28                                                                                         | |                                              | 640767 DDB |
| Elisabethenstraße 18                |                                            | Elisabethenstraße 18 LageFlur: 33, Flurstück: 102/1                                                                             | | 18. Jhd., Anbau 19. Jhd.                     | 11107 DDB  |
| Ehemalige Synagoge                  | Ehemalige Synagoge                         | Erbacher Straße 9 LageFlur: 32, Flurstück: 46                                                                                   | Verputztes Bruchsandsteingebäude mit flachem Satteldach und charakteristischen Hufeisenfenster. | 1874                                         | 11108 DDB  |
| Villa Dauerheim                     | Villa Dauernheim                           | Erbacher Straße 51 LageFlur: 32, Flurstück: 68                                                                                  | Villa im Darmstädter Jugendstil, mit einem Sandsteinerdgeschoss und Obergeschoss teils aus Sandstein und teils aus Fachwerk. Eingangsbereich um 1930 ergänzt. | 1904                                         | 11109 DDB  |
| weitere Bilder                      | Pretlack´sche Gruftkapelle                 | Friedhofstraße 35 LageFlur: 32, Flurstück: 180/1                                                                                | Klassizistische Grabkapelle | 1821                                         | 664698 DDB |
| Zwei Sandsteinbrücken               | Sandsteinbrücken                           | Gersprenz, Mühlgraben LageFlur: 28, Flurstück: 105 und 108                                                                      | Zwei Keilsteinbrücken aus Sandstein, die größere (östliche) die Gersprenz, die kleiner (westliche) den Mühlgraben überspannend. | 1870                                         | 11122 DDB  |
| Hof Wasserloch                      | Hof Wasserloch                             | Holzwiese 1 LageFlur: 19, Flurstück: 57/1                                                                                       | Ein isoliert stehender Vierseithof an der Nonroder Höhe. Das einstöckige Wohnhaus steht auf einem hohen massiven Sockel und wird von einem großen Zwerchhaus bedacht. Die gegenüberliegende Scheune wurde aus Neunkirchen hierher versetzt. | 18. Jhd.                                     | 11124 DDB  |
| Bild gesucht BW                     | Sachteil: Eckständer                       | Parkweg 5 LageFlur: 31, Flurstück: 102/3                                                                                        | Ein geschnitzter Eckständer mit einem geflochtenen Rundstab-Relief und Inschrift. Möglicherweise in Zweitverwendung. | 1716                                         | 11110 DDB  |
| weitere Bilder                      | Ruine Rodenstein                           | Rodenstein LageFlur: 24, Flurstück: 74/1                                                                                        | Ruine der von den Herren von Crumbach erbauten Burg Rodenstein | Mitte des 13. Jhd.                           | 11133 DDB  |
| weitere Bilder                      | Ehemaliges Hofgut Rodenstein               | Rodenstein 1 LageFlur: 24, Flurstück: 73/3                                                                                      | Unterhalb der Burgruine Rodenstein gelegenes gleichnamiges Hofgut, heute Gasthaus. Das zweigeschossige, sechsachsige Gebäude, ein stattlicher, historistischer Fachwerkbau mit Jugendstil-Anklängen, entstand 1910 nach dem Brand des Vorgängerbaus, der wie die Burg seit Jahrhunderten existierte. Der über dem Portal eingemauerte Stein mit Jahreszahl 1593 stammt von der Burg. Interessanter rechteckiger Sandsteintrog mit Doppelwappen und Inschrift im Terrassenbereich des Haupthauses. Drei weitere Gebäude sind Bestandteil des Hofgutes.                                                                                                 | 1910                                         | 11134 DDB  |
| Rathaus                             | Ehemaliges Pretlack’sches Palais (Rathaus) | Rodensteiner Straße 8 LageFlur: 32, Flurstück: 5/1                                                                              | Ehemaliges Pretlack’sches Palais, später Schule, heute Rathaus der Gemeinde Fränkisch-Crumbach. Ein langgestreckter, vierzehnachsiger, verputzter Steinbau mit Walmdach, aus Abbruchmaterial der Burg Rodenstein erbaut. Durch den Einbau von Vollglasfenster beeinträchtigt. Im Hof Steht Fachwerkbau des 19. Jahrhunderts, der als Remise erbaut wurde und heute als Feuerwehrhaus dient. Der große sich einst hinter das Haus erstreckende Park mit See wurde im 19. Jahrhundert verkauft und bebaut. An ihn erinnert noch der Straßenname Allee.                                                                                                  | um 1802                                      | 11111 DDB  |
| Rodensteiner Straße 54              |                                            | Rodensteiner Straße 54 LageFlur: 6, Flurstück: 1/16                                                                             | Kubische Villa mit Balkonerkern und Giebelportal unter einem Zeltdach mit gegiebelten Gauben. | kurz nach 1900                               | 11112 DDB  |
| Römerberg 27                        |                                            | Römersberg 27 LageFlur: 31, Flurstück: 141                                                                                      | In einer Straßengabelung stehendes Tagelöhnerhaus, einst im Besitz der Herren von Gemmingen. | spätes 18./frühes 19. Jhd.                   | 11113 DDB  |
| Saroltaschule                       | Ehemalige Saroltaschule                    | Saroltastraße 3 LageFlur: 33, Flurstück: 61                                                                                     | 1754 als Rentamt der Herren von Gemmingen erbaut, 1892 zum Kindergarten „Saroltaschule“ umgewandelt, heute ein Wohnhaus. Ein repräsentatives Barockhaus mit massivem Untergeschoss und verschindeltem Fachwerkobergeschoss und Mansarddach. | 1754                                         | 11114 DDB  |
| Alte Schmiede                       | Alte Schmiede                              | Schafhofgasse 1 LageFlur: 33, Flurstück: 122/1                                                                                  | Ein Fachwerkhaus über massivem hohem Sockelgeschoss mit Freitreppe. Unter der gegiebelten Aufstockung an der Ecke die ehemalige Werkstatt. Das Haus ist in der Sage des Rodensteiners Station des Heeres auf der Wilden Jagt, an der der Schnellertsherr sein Pferd beschlagen lassen soll. | 1841                                         | 11115 DDB  |
| Hof Schleiersbach – Wohnhaus        | Hof Schleiersbach                          | Schleiersbach 1 LageFlur: 3, Flurstück: 160/2                                                                                   | Allein stehende Hofanlage. Das auf einem massiven Bruchsteinsockel stehende einstöckige Haupthaus wurde um 1900 um eine zweigeschossige Kraglaube mit Mansardgiebeldach ergänzt. Der Bau wurde ebenfalls um 1900 mit einem oktogonalen Turmerker versehen. Neben dem Haus steht ein U-förmiges Gästehaus. Insgesamt eine kuriose Gebäudegruppe im Jugendstil. | ca. 1880 und um 1900                         | 11123 DDB  |
| Schleierbacher Straße 3             |                                            | Schleiersbacher Straße 3 LageFlur: 31, Flurstück: 87                                                                            | Fachwerkwohnhaus eines Hackenhofes | spätes 18. Jhd.                              | 11116 DDB  |
| Schleiersbacher Straße 5            |                                            | Schleiersbacher Straße 5 LageFlur: 31, Flurstück: 88                                                                            | Fachwerkwohnhaus einer geschlossenen dreiseitigen Hofreite |                                              | 11117 DDB  |
| Schleiersbacher Straße 6            |                                            | Schleiersbacher Straße 6 LageFlur: 31, Flurstück: 101/1                                                                         | Zweistöckiges Fachwerkwohnhaus einer großen Hofreite | Mitte des 18. Jhd.                           | 11118 DDB  |
| Schmahlmühle                        | Schmahlmühle                               | Schmahlmühle 1 (südöstlich Fränkisch-Crumbach, an der Straße nach Unter-Gersprenz), Mühlgraben LageFlur: 9, Flurstück: 619, 623 | Stattliche, vierseitig geschlossene Hofanlage, der ehemaligen, bis ca. 1970 betriebenen Mahl-, Schneid- und Ölmühle (Ölmühle jetzt im Hessenpark Neu-Anspach). Das Fachwerkwohnhaus mit massivem Sockelgeschoss wurde 1907 durch ein weiteres, historisierendes Fachwerkgeschoss mit Drempel, aufgestockt, wobei das ursprüngliche Mansarddach durch ein Krüppelwalmdach ersetzt wurde. 1910 wurde am Nebengebäude Fachwerklaube angebaut. Die Scheune mit dem Nebengebäude ist von 1851. Hinter dem Hof befindet sich eine Keilsteinbrücke aus Sandstein über den Mühlgraben.                                                                        | ab 1775                                      | 11120 DDB  |
| Stegmühle                           | (Straße nach Nieder-Kainsbach)             | Stegmühle 1, An der K 75 LageFlur: 10, Flurstück: 31/11, 106/3, 119/24                                                          | Bis 1966 betriebene Mühle, mit fast ungestörtem klassizistischem Fachwerkhaus, im rechten Winkel dazu ein Nebengebäude mit massivem Unterstock, hoher Außentreppe und Wohngeschoss in Fachwerkobergeschoss. Biberschwanzziegeldach und Bleiglasfenster weitgehend noch vorhanden. | Hauptgebäude: 1796, Wirtschaftsgebäude: 1946 | 11121 DDB  |
| Wingertsgasse 1                     |                                            | Wingertsgasse 1, 1a, 1b LageFlur: 31, Flurstück: 110                                                                            | Drei aneinandergebaute einstöckige Fachwerkhäuser unter einem durchgezogenen Bieberschwanzdach. Einzigartig im Odenwald. | um 1800                                      | 11119 DDB  |
| Bild gesucht BW                     | Hof Bierbach                               | Weiler Bierbach, Bierbach 1 LageFlur: 15, Flurstück: 89/1                                                                       | Der Hof ist der einzige Teil des Weilers, der auf Fränkisch-Crumbacher Gemarkung steht, der Rest gehört zu Brensbach-Wersau. Er ist jedoch älter als die Wersauer Gebäude. Das Wohnhaus der geschlossenen Hofreite steht auf einem massiven Kellergeschoss, und besitzt eine Freitreppe und eine klassizistische Haustür. | 1819                                         | 11135 DDB  |
| Eberbach 1                          |                                            | Weiler Eberbach, Eberbach 1 LageFlur: 25, Flurstück: 34                                                                         | Der Hof ist der einzige zu Fränkisch-Crumbach gehörende Hof von Eberbach, der Rest bildet der Reichelsheimer Ortsteil Eberbach. Das Wohnhaus ist ein zweigeschossiges Fachwerkhaus, das teilweise noch aus dem 16. Jahrhundert stammen soll. | 19. Jhd.                                     | 11136 DDB  |
| Erlau 1                             |                                            | Weiler Erlau, Erlau 1 LageFlur: 21, Flurstück: 53/2                                                                             | Nach einem Brand neuerbautes Wohnhaus einer vierseitigen Hofreite. Streng dreizoniges Fachwerkhaus auf massivem Kellersockel, mit zweiläufiger Freitreppe. | 1763                                         | 11137 DDB  |
| Bild gesucht BW                     |                                            | Weiler Erlau, Erlau 2 LageFlur: 25, Flurstück: 144/1                                                                            | Wohnhaus einer vierseitigen Hofreite. Fachwerkhaus auf massivem Kellersockel, mit Freitreppe. | ca. Mitte des 18. Jhd.                       | 11138 DDB  |
| Bild gesucht BW                     |                                            | Weiler Erlau, Erlau 3 LageFlur: 25, Flurstück: 147/1, 151/1                                                                     | Wohnhaus einer vierseitigen Hofreite, das 1864 von Bierbach an seien heutigen Platz versetzt wurde. Ein zweigeschossiges Fachwerkhaus auf massivem Kellergeschoss. | spätes 18. Jahrhundert                       | 11139 DDB  |
| Gesamtanlage Güttersbach            | Gesamtanlage Weiler Güttersbach            | Weiler Güttersbach Lage | Der früher größere Weiler besteht heute aus zwei großen Vierseithöfen, die sich hervorragend in die Landschaft einfügen. |                                              | 11140 DDB  |
| Güttersbach 1                       |                                            | Weiler Güttersbach, Güttersbach 1 LageFlur: 20, Flurstück: 60/4                                                                 | Großer Vierseithof mit klassizistischem, unterkellertem Fachwerkwohnhaus. | 1829                                         | 11142 DDB  |
| Bild gesucht BW                     |                                            | Weiler Güttersbach, Güttersbach 2 LageFlur: 20, Flurstück: 95/1                                                                 | Vierseithof mit zweistöckigem Fachwerkwohnhaus mit einem massiven Kellergeschoss und einer zweiläufigen Freitreppe. | 1850                                         | 11141 DDB  |

## Abgegangene Kulturdenkmäler
| Bild            | Bezeichnung | Lage                                                 | Beschreibung | Bauzeit | Daten |
| --------------- | ----------- | ---------------------------------------------------- | ------------ | ------- | ----- |
| Bild gesucht BW |             | Lichtenberger Straße 14 LageFlur: 33, Flurstück: 143 |              |         |       |
| Bild gesucht BW |             | Römersberg 1 LageFlur: 31, Flurstück: 120            |              |         |       |